# The Walking Dead (spel)
The Walking Dead (även känt som The Walking Dead: The Game och The Walking Dead: Season One) är ett episodiskt äventyrsspel baserat på serien med samma namn. Det utvecklades och släpptes internationellt av Telltale Games till flera plattformar mellan den 24 april 2012 och den 20 november samma år. En japanskspråkig version släpptes till Playstation 3 den 5 december 2013 av Cyberfront.
En expansion, 400 Days, släpptes den 2 juli 2013, och en uppföljare, The Walking Dead: Season Two, började släppas den 18 december 2013.
En tredje säsong har blivit bekräftad av Telltale Games och Skybound, The Walking Dead: Season Three, och släpptes mellan 2016 och 2017.  
Den fjärde och sista säsongen kommer att släppas under 2018. 

## Gameplay
The Walking Dead är ett äventyrsspel i tredje person, i vilket spelaren, som ikläder sig rollen som Lee Everett, e professor som försöker klara sig genom en zombieapokalyps tillsammans med en grupp överlevande och samtidigt ta hand om en liten flicka vid namn Clementine. Spelaren kan undersöka och interagera med objekt, omgivningen, och andra figurer, och plocka på sig saker att använda under spelets gång. Till skillnad från typiska äventyrsspel, så är det inte så stort fokus på pussellösning i The Walking Dead, även om det förekommer; istället ligger fokus på figurer och berättelsen.
Vid vissa tillfällen blir spelaren uppmanad att välja en av två till fyra saker på begränsad tid; detta kan handla om vad Lee ska utföra, eller vad han ska säga till en figur. Beroende på vad spelaren väljer, utvecklas spelets berättelse olika, och kan leda till att olika figurer dör eller överlever. I vissa actionscener får spelaren gå genom en quick time event (QTE) - det vill säga att det syns på skärmen vilken tangent eller knapp som spelaren ska trycka på, vilket han eller hon måste göra tillräckligt snabbt för att Lee ska klara sig genom situationen. Andra QTE:er involverar stora förändringar i berättelsen, exempelvis genom att spelaren bara kan rädda en av två figurer, och måste lämna den andra att dö. Medan huvudberättelsen alltid fortsätter, förändras scener genom att figurer som dött inte är med i dem, och att figurers beteende är olika beroende på hur spelaren har bemött dem och vilka val han eller hon har gjort.
På grund av dess låga innehåll av pussel och action, dess fokus på berättelsen och figurer, samt möjligheten att påverka handlingen genom dialogval, har vissa kallat The Walking Dead för, eller liknat det vid, en visuell roman, medan andra hävdar att actionscenerna, pusselsekvenserna och den begränsade tid spelaren har på sig att göra val, gör att det inte är en sådan.

## Mottagande
| Spel                           | GameRankings                           | Metacritic                 |
| Episode 1: A New Day           | (PS3) 85.14% (X360) 83.87% (PC) 83.38% | (PS3) 84 (PC) 82 (X360) 79 |
| Episode 2: Starved for Help    | (PC) 86.53% (X360) 86.26% (PS3) 85.90% | (PC) 84 (X360) 84 (PS3) 84 |
| Episode 3: Long Road Ahead     | (X360) 88.47% (PS3) 86.11% (PC) 85.41% | (X360) 88 (PS3) 87 (PC) 85 |
| Episode 4: Around Every Corner | (PC) 84.22% (X360) 82.50% (PS3) 78.94% | (X360) 82 (PS3) 81 (PC) 80 |
| Episode 5: No Time Left        | (PC) 94.75% (X360) 88.15% (PS3) 87.75% | (PC) 89 (X360) 89 (PS3) 88 |
| 400 Days                       | (PS3) 78.20% (PC) 78.00% (X360) 76.88% | (X360) 80 (PS3) 78 (PC) 78 |

The Walking Dead har fått mycket beröm från kritiker, framför allt för sin hårda ton, figurerna, och likheten med serien den är baserad på. Något som har kritiserats är dock de grafiska glitchar som förekommer i spelet.